# 제21회 카를로비바리 국제 영화제
제21회 카를로비바리 국제 영화제는 1978년 6월 29일에 열린 시상식이다.

## 수상 및 후보

### 대상(장편)
- Stíny horkého léta - František Vláčil 수상
- Belyj Bim, Čornoje ucho - Stantislav Rostockij 수상

### 심사위원특별상(장편)
- 오카 오리 카타 - 므리날 센 수상
- Autopsie d´un complot - Mohamed Slim Riad 수상

### 여우주연상(장편)
- 로스 디아스 델 파사도 - 마리솔 수상
- Le passé simple - Marie-José Nat 수상

### 남우주연상(장편)
- 일 프레페토 디 페로 - 지울리아노 젬마 수상
- 독터 빌멘 - 피터 페이버 수상